# Bobo (fumetto italiano)
Bobo è un personaggio immaginario protagonista di una omonima serie di fumetti a strisce di genere satirico ideata da Sergio Staino nel 1979 ed esordita in Italia sul mensile Linus e successivamente su molte altre pubblicazioni italiane come L'Unità, Il Corriere della Sera, Il Venerdì di Repubblica, L'espresso, Panorama, Cuore, TV Sorrisi e Canzoni, Tango, Smemoranda.
Le strisce sono state stampate su volumi da Milano Libri, Rizzoli, Feltrinelli. Il protagonista commenta gli eventi di politica italiana e internazionale, rivolgendo un'attenzione particolare alle sinistra italiana. Talvolta le sue vicende si svolgono in una sola striscia, altre volte occupano lo spazio di una vignetta. In alcune occasioni particolari (per esempio, in occasione dei funerali di Enrico Berlinguer svoltisi il 13 giugno 1984) vengono creati degli inserti di più pagine.
Staino ha raffigurato Bobo nella copertina dell'album di Paolo Pietrangeli Tarzan e le sirene, da lui curata.

## Personaggi
- Bobo: alter ego di Staino e iscritto in origine al Partito Comunista Italiano (poi al PDS, ai DS e infine al PD). Residente a Scandicci, osserva quotidianamente le vicende politiche italiane ed estere. Ironico, sarcastico e a tratti utopista, nutre una grande fiducia nella sinistra italiana, senza però risparmiarle una severa autocritica[senza fonte]. In fondo di indole conservatrice, Bobo resta legato al vecchio PCI di Berlinguer e mal digerisce le svolte 'progressiste' del partito. Però, pur simpatizzando per la minoranza interna di sinistra, ritiene che la fedeltà al partito imponga di adeguarsi alla linea dettata dalla Segreteria, anche quando non condivisa.
- Bibi: moglie di Bobo, rappresenta il punto di vista femminile e complementare a quello del marito.
- Ilaria e Michele: i figli di Bobo, che già s'interessano alle questioni politiche.
- Molotov: anziano e occhialuto compagno di sezione di Bobo. Stalinista di ferro, incarna l'ortodossia del partito con la quale Bobo entra a volte in conflitto. Perennemente imbronciato, si distingue per i due giornali che porta sempre arrotolati nelle tasche della giacca.
- Erna: vicina di casa di Bobo, single e chiacchierona.

## Premi e riconoscimenti
- Ghignata d'oro (2009): premio speciale per i trenta anni del personaggio con annessa mostra sul personaggio.[2]